# Bruna Vilamala i Costa
Bruna Vilamala i Costa (Borgonyà, Osona, 4 de juny de 2002) és una futbolista professional catalana que juga com a davantera amb el Club América de la lliga mexicana de futbol femení.

## Trajectòria

### FC Barcelona
Nascuda a la localitat de Borgonyà del municipi de Sant Vicenç de Torelló, es va unir al futbol base de FC Barcelona amb tan sols 11 anys.
L'octubre de 2018, Vilamala es va trencar el lligament encreuat anterior en un partit contra l'AEM Lleida.
Debutà amb el primer equip blaugrana l'1 de febrer de 2020 contra el Sevilla FC amb 17 anys, sent la quarta jugadora més jove a vestir la samarreta del Barça femení. Durant la temporada 2020-21 va ser habitual en les alineacions del primer equip del Barça, tot i que encara tenia fitxa del filial. El 18 d'octubre de 2020 anotà el seu primer gol a Primera Divisió en la golejada 6-0 contra l'Sporting de Huelva. El 10 de maig de 2021 marcà contra el Granadilla Tenerife el gol decisiu en la victòria per 1-0, amb la qual s'alçaven amb el títol de la Lliga Iberdrola. En aquella temporada, el FC Barcelona acabaria la millor campanya de la seva història aconseguint els títols de Lliga, Copa de la Reina i Lliga de Campions. Vilamala tancaria la temporada amb 12 gols marcats en Lliga en només 15 partits, sent la sisena golejadora de la campanya culer i la segona amb millor mitjana golejadora.
El 25 d'octubre de 2021, Vilamala va patir el segon trencament del lligament encreuat anterior de la seva carrera en un partit amistós de la selecció espanyola sub-23. Va estar més d'un any de baixa, i va rebre l'alta el 18 de novembre de 2022. Va entrar com a suplent en el següent partit, davant l'Alabès, on va donar una assistència que va acabar amb el darrer gol materialitzat per Geyse. Va marcar el primer gol després de la lesió el 10 de desembre de 2022 davant l'Alhama Club de Fútbol.
La temporada 2024-25 va jugar en condició de cedida amb el Brigthon de la FA Women's Super League. L'estiu del 2025 va fitxar pel Club América de la Liga MX Femenil.

## Palmarès

### Campionats estatals
| Títol            | Club         | Any     |
| ---------------- | ------------ | ------- |
| Lliga            | FC Barcelona | 2020-21 |
| Lliga            | FC Barcelona | 2021-22 |
| Copa de la Reina | FC Barcelona | 2021    |
| Supercopa        | FC Barcelona | 2022    |
| Lliga            | FC Barcelona | 2022    |
| Copa de la Reina | FC Barcelona | 2022    |

### Campionats internacionals
| Títol              | Equip        | Seu de la final | Any  |
| ------------------ | ------------ | --------------- | ---- |
| Eurocopa sub-17    | Espanya      | Marijampolė     | 2018 |
| Lliga de Campiones | FC Barcelona | Göteborg        | 2021 |